# Moonwalker (videogioco)
Moonwalker, anche presentato come Michael Jackson: Moonwalker o in alcune schermate Moonwalker: The Computer Game, è un videogioco del 1989 tratto dal film Moonwalker, sviluppato dall'azienda irlandese Emerald Software e pubblicato dalla U.S. Gold per i computer a 8 bit Amstrad CPC, Commodore 64, MSX e ZX Spectrum e a 16 bit Amiga, Atari ST e MS-DOS.
Dal film vennero tratti anche i videogiochi Michael Jackson's Moonwalker per sala giochi e Michael Jackson's Moonwalker per console (1990), differenti per genere e produzione.

## Trama
Il gioco è suddiviso in quattro parti, tutte legate a scene del film. Inizialmente Michael Jackson si trova negli studi cinematografici, braccato dai fan, che deve riuscire a evitare per poi fuggire in motocicletta con un travestimento da coniglio. A bordo della moto raggiunge la città di Michaelsville e circola per le strade, lottando contro il signore della droga Mr. Big ed evitando ancora i fan. Quindi nel locale Club 30's ha uno scontro a fuoco con gli scagnozzi di Mr. Big. Infine, trasformato in un robot armato di laser, combatte in un'arena l'ultima battaglia contro la banda criminale, che ha rapito la sua piccola fan Kathy. Anche i nemici qui hanno armamenti fantascientifici tra cui un enorme cannone laser.

## Modalità di gioco
Il gioco è solo per un giocatore che controlla Michael Jackson ed è composto da 4 livelli d'azione. I primi due livelli consistono nell'esplorazione di labirinti e sono simili tra loro, mentre sono molto differenti dai due successivi che sono degli sparatutto.
Descrizioni dei livelli:
1. Gli studi cinematografici sono un grande labirinto con visuale dall'alto e scorrimento in tutte le direzioni. Si devono recuperare le parti del costume da coniglio, che nelle versioni C64 e 16 bit vanno anche raccolte in un ordine prestabilito, e altri oggetti. Per le strade si aggirano in varie forme i fan da evitare. Michael, disarmato, può camminare in tutte le direzioni e quando lo desidera può correre più veloce, ma solo temporaneamente. Si perde una vita in caso di contatto con un avversario o di esaurimento del tempo. Un radar segnala le posizioni di oggetti e nemici, ma senza la mappa del labirinto.
2. La città di Michaelsville è di nuovo un grande labirinto visto dall'alto, ma Michael ora si sposta in moto, col costume da coniglio, a una sola velocità. Si deve raccogliere un certo numero di globi luminosi per trasformare temporaneamente la moto in una vettura sportiva Stratos, che può saltare certe barriere. Oltre ai fan sono presenti depositi di droga e sgherri di Mr. Big, entrambi eliminabili schiacciandoli con la moto.
3. Nel Club 30's la visuale diventa di lato con scorrimento orizzontale. Michael può muoversi a destra e a sinistra, saltare, salire alcune scale a gradini e abbassarsi. Dopo aver raccolto un mitra può anche sparare in qualsiasi punto tramite un mirino, ma con munizioni limitate, da rifornire raccogliendole. Gli sgherri di Mr. Big sparano affacciandosi dalle finestre interne del club sullo sfondo. Possono affacciarsi anche bambini che non si devono colpire.
4. In un'arena con visuale in prospettiva fissa si controlla Michael in versione robot, che restando fermo nello stesso punto può ruotare su sé stesso e cambiare l'altezza del mirino con cui spara. Gli sgherri e il cannone laser spuntano fuori da varie aperture sulle pareti.

Complessivamente si hanno a disposizione 20 vite rappresentate da dischi di platino.
La colonna sonora (assente nella versione Spectrum 48k) è tratta da brani di Michael Jackson, tra cui Bad e Smooth Criminal.